# Техническая ракетная база
Техническая ракетная база (ТРБ) — часть специальных войск ракетной дивизии, предназначена для поддержания технической готовности ракетных комплексов (пусковых установок ракеты, пунктов управления); ввода в эксплуатацию и приведения в готовность к боевому применению (снятия с готовности) пусковых установок, пунктов управления, приемных и передающих устройств системы радиоканалов боевого управления, автоматизированных систем управления, систем электроснабжения и технических систем пунктов управления, автоматизированных средств определения геодезических данных, наземных элементов систем навигации (в дивизии отдельного старта), автоматизированных систем охраны, стационарного и подвижного оборудования технической позиции, электроснабжения позиционного района дивизии, поддержания резерва боезапаса ракет и компонентов ракетного топлива, резервных агрегатов, запасных инструментов и принадлежностей и других технических материальных средств в готовности к боевому применению (использованию по назначению); восстановления готовности к пуску ракет, пусковых установок и пунктов управления, находящихся в пониженной готовности, имеющих неисправности или поврежденных в ходе ведения боевых действий; подготовки последующих пусков ракет; ликвидации совместно с другими частями и подразделениями дивизии последствий аварий с ракетным вооружением и компонентами ракетного топлива; геодезической подготовки маршрутов боевого патрулирования с использованием автоматизированных средств определения геодезических данных (в дивизии самоходных пусковых установок).
На техническую ракетную базу возлагается: 
- обеспечение постоянной готовности личного состава и техники технической ракетной базы к выполнению поставленных задач по восстановлению требуемой готовности и проведению планового технического обслуживания ракетного вооружения соединения;
- организация правильной и безопасной эксплуатации вооружения и техники технической ракетной базы;
- организация специальной, технической и тактико-специальной подготовки личного состава технической ракетной базы, контроль и обеспечение допуска его к самостоятельной работе на ракетном вооружении и выполнению мероприятий ядерной безопасности;
- организация непрерывного контроля должностными лицами технической ракетной базы выполнения операций на ракетном вооружении соединения;
- обеспечение соблюдения технологической дисциплины, требований безопасности, выполнения мероприятий по противодействию техническим средствам разведки противника при работах на ракетном вооружении соединения и контроль за их выполнением;
- обеспечение выполнения мероприятий по предотвращению несанкционированного применения ядерного оружия;
- ведение постоянного учета технического состояния вооружения и техники трб и дежурных сил соединения;
- организация восстановления или замены неисправной техники технической ракетной базы, принятие оперативных мер по восстановлению готовности вооружения и техники дежурных сил соединения; оборудование и обустройство технического пункта управления, дежурной технической смены дивизиона;
- организация ремонта и категорирования техники технической ракетной базы, освидетельствование объектов гостехнадзора, обследование электроустановок; ведение рекламационной и информационной работы.[1]

Обязанности должностных лиц технической ракетной базы определяются соответствующими наставлениями и руководством.